# Lac Wapizagonke
Le lac Wapizagonke, est une des étendues d'eau situées dans le parc national de la Mauricie, dans la région de Mauricie, au Québec, au Canada. Ce lac sauvage, entouré de forêt et de montagnes aux falaises majestueuses, a une vocation récréo-touristique et est un centre d'attraction naturelle pour les visiteurs du parc national. Plusieurs sentiers et terrains de camping ont été aménagés autour.

## Géographie
D'une longueur de 15 km, le lac Wapizagonke est situé à l'extrémité ouest du parc national de la Mauricie, au nord de Shawinigan, dans le canton de Désaulniers. Ce lac est d'une forme étroite et tout en longueur dans l'axe nord-sud. Son embouchure se déverse par son extrémité sud dans la rivière Shawinigan, laquelle coule vers l'Est, puis le Sud pour se déverser dans la rivière Saint-Maurice. Le lac Wapizagonke est situé à une altitude de 228 m. Il est ceinturé par des montagnes des Laurentides qui le surplombent d'environ 180 m.

## Toponyme
Le lac apparait sur les cartes en 1852 sous le nom de « lac Pisagunk ». Les travailleurs forestiers l’identifiaient plutôt sous le nom de « lac Mistagance ». Wapizagonke apparait sur les cartes géographiques publiées vers 1925 et serait une variation du montagnais Ouapitagone, qui signifiait selon le père Joseph-Étienne Guinard (1864-1965) : "sorte de canard d'espèce très rare". En Abénaqui, le lac est désigné Wawibizagak et signifie « entouré par la brousse ». Certains[Qui ?] explorateurs forestiers divisaient le lac sous les noms de « lac des Îles » et « lac Croche ». Jadis, ce lac était compris dans le territoire du Club Shawinigan, club privé de chasse et pêche.